# Strenge vorst
Strenge vorst is een term die gebruikt wordt binnen de meteorologie. Wanneer de temperatuur lager is dan -10,0 °C en ligt tussen -10,1 en -15,0 °C spreekt men van strenge vorst. Pas bij -15,1 °C is er sprake van zeer strenge vorst. Een term die op strenge vorst lijkt is een zeer koude dag. Het verschil tussen de twee is dat een zeer koude dag vanaf -10,0 °C geldt, en strenge vorst vanaf -10,1 °C.

## Strenge vorst in Nederland
Nederland heeft gemiddeld per jaar tussen de 0 en de 5 nachten met strenge vorst (De Bilt: 3). In de zachte winters van 2006-2007 en 2007-2008 kwam in geen enkele nacht ergens in Nederland strenge vorst voor. De vroegste in De Bilt gemeten datum met strenge vorst was in 1921 op 29 november, toen de temperatuur daalde tot -14,4 °C. In februari 1956 werd in de Bilt 13 dagen lang aanhoudend strenge vorst gemeten. In januari 1942 werd in Groningen 16 dagen lang onafgebroken strenge vorst gemeten, het record van de 20e eeuw. De winter die alles bij elkaar de meeste dagen met strenge vorst had, was in de 20e eeuw die van 1962-1963. 
In De Bilt werd voor het laatst strenge vorst gemeten op 13 februari 2021: -10,5 °C. De laatste keer daarvoor was 16 januari 2013, toen het -13,0 °C werd.
10cm-temperatuur · bodemtemperatuur · hittegolf · ijsdag · koudegetal · koudegolf · luchttemperatuur · temperatuursom · tropennacht · tropische dag · vorst aan de grond · vorstdag · vorstperiode · warme dag · warmtegetal · zachte dag · zomerse dag 

Vorst: lichte vorst · matige vorst · strenge vorst · zeer strenge vorst